# Clearwater (Nebraska)
Clearwater és una població dels Estats Units a l'estat de Nebraska. Segons el cens del 2000 tenia 384 habitants.

## Demografia
Segons el cens del 2000, Clearwater tenia 384 habitants, 166 habitatges, i 107 famílies. La densitat de població era de 400,7 habitants per km².
Dels 166 habitatges en un 26,5% hi vivien nens de menys de 18 anys, en un 51,2% hi vivien parelles casades, en un 10,2% dones solteres, i en un 35,5% no eren unitats familiars. En el 33,7% dels habitatges hi vivien persones soles el 19,3% de les quals corresponia a persones de 65 anys o més que vivien soles. El nombre mitjà de persones vivint en cada habitatge era de 2,31 i el nombre mitjà de persones que vivien en cada família era de 2,93.
Per edats la població es repartia de la següent manera: un 28,4% tenia menys de 18 anys, un 6,5% entre 18 i 24, un 20,8% entre 25 i 44, un 19,5% de 45 a 60 i un 24,7% 65 anys o més.
L'edat mediana era de 38 anys. Per cada 100 dones de 18 o més anys hi havia 84,6 homes.
La renda mediana per habitatge era de 29.375 $ i la renda mediana per família de 36.538 $. Els homes tenien una renda mediana de 28.625 $ mentre que les dones 19.500 $. La renda per capita de la població era de 12.499 $. Aproximadament el 15,5% de les famílies i el 15,1% de la població estaven per davall del llindar de pobresa.

## Poblacions més properes
El següent diagrama mostra les poblacions més properes.